# Hannington (Hampshire)
Hannington – wieś w Anglii, w hrabstwie Hampshire, w dystrykcie Basingstoke and Deane. Leży 29 km na północ od miasta Winchester i 81 km na zachód od Londynu.